# Jodie Sweetin
Jodie Lee Ann Sweetin, född 19 januari 1982 i Los Angeles, Kalifornien i USA, är en amerikansk skådespelare. Hon är mest känd för att spela Stephanie Tanner i TV-serien Huset fullt och Huset fullt – igen. Hon har även haft en liten roll i Ensamma hemma.
Jodie Sweetin var med i Dancing with the stars 2016. Hon slutade på sjätte plats med sin proffsdansare Keo Motsepe.

## Privatliv
Sweetin gick i Los Alamitos High School och studerade sedan vid Chapman University. Hon har varit gift tre gånger och har två barn. 
Sweetin var mellan 2002 och 2006 gift med polisen Shaun Holguin. Åren 2007–2010 var hon gift med Cody Herpin, vilken hon har ett barn med. Från sitt äktenskap 2012–2013 med Morty Coyle har hon ett barn.